# チロシン
チロシン（tyrosine）または、4-ヒドロキシフェニルアラニン (4-hydroxyphenylalanine) は、細胞でのタンパク質生合成に使われる22のアミノ酸のうちの一つ。略号は Tyr または Y。コドンはUACとUAU。極性基を有するが必須アミノ酸ではない。tyrosineはギリシア語でチーズを意味するtyriに由来し、1846年にドイツ人化学者のユストゥス・フォン・リービッヒがチーズのカゼインから発見した。官能基または側鎖のときはチロシル基と呼ばれる。

## 概要
タンパク質を構成するアミノ酸。極性無電荷側鎖アミノ酸あるいは芳香族アミノ酸に分類される。糖原性・ケト原性を持つ。

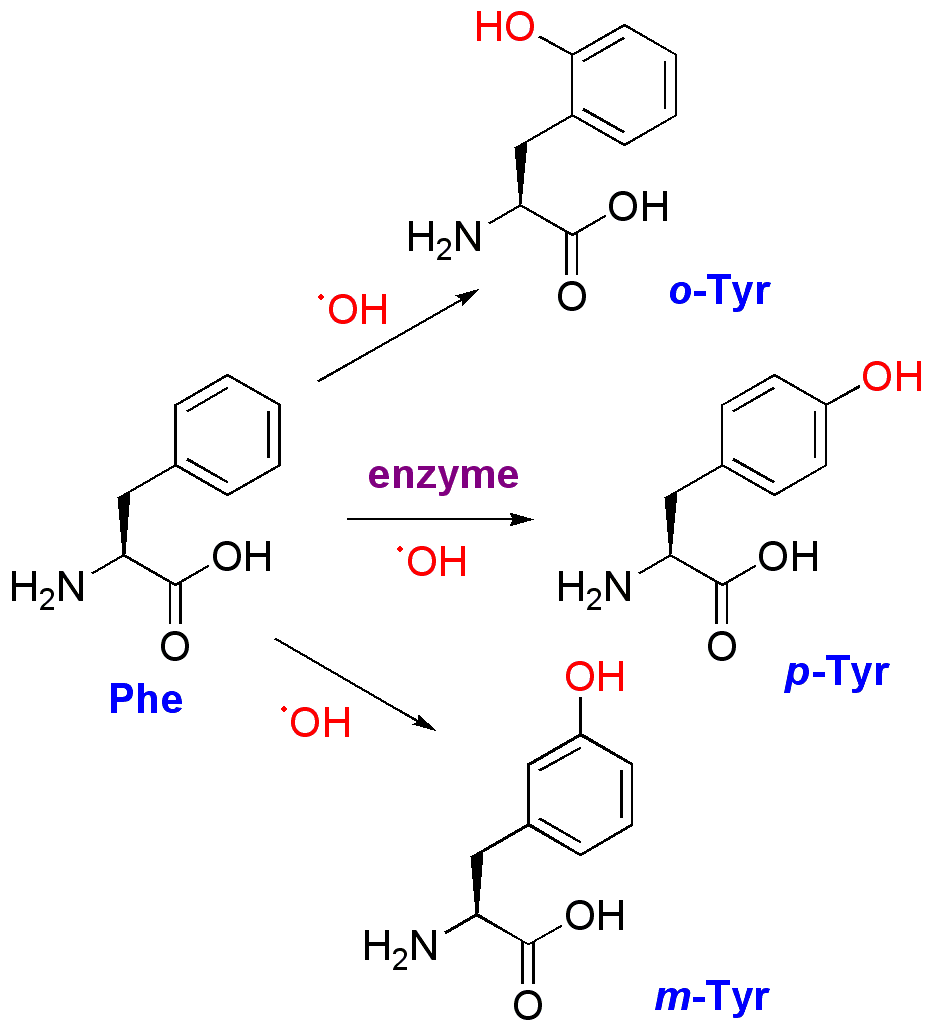
フェニルアラニンのヒドロキシ化

ヒドロキシ基の位置が異なる3種類の異性体、パラ-Tyr (p-Tyr)、メタ-Tyr (m-Tyr)、オルト-Tyr (o-Tyr) が存在するが、フェニルアラニンヒドロキシラーゼによる酵素反応で合成されるのは p-Tyr のみである。他の2つの異性体は酸化ストレスが高い場合にヒドロキシルラジカルの攻撃によって生成する。
チロシンは酵素チロシンヒドロキシラーゼによってドーパに変換される。
プロテインキナーゼの作用でリン酸基による修飾を受け、ある種の酵素の機能や活性を変化させるため、シグナル伝達で重要な役割を果たしている。リン酸化されたチロシンはフォスフォチロシンと呼ばれる。また、チロシンは甲状腺ホルモンのチロキシン、トリヨードチロニンやメラニン色素、生理活性なカテコールアミンであるドーパミン、ノルアドレナリン、アドレナリンの前駆体である。
ケシがモルフィンを生産する際にも用いられている。
リンゴを変色させる原因となる物質としても知られている。タケノコの水煮では、節の中にしばしば白く析出したチロシンが見られる。納豆では、長く発酵させると大豆タンパク質の分解が進み、水に溶けにくいチロシンが豆の表面にプツプツと現れ、食感もジャリジャリとする。この状態を納豆業界では「チロっている」と呼んでいる。
ギリシャ語でチーズを表す "tyri" からチロシンは命名されたが、パルミジャーノ・レッジャーノ（パルメザンチーズ）という長期熟成のチーズではチロシンの析出が観察できる。食べたときにはジャリッとした食感となる。
2017年9月19日には、ゾウムシが自分の外骨格に必要なチロシンを体内の共生細菌に作らせていることが、産業技術総合研究所によって明かされている。

## 生合成
動物ではフェニルアラニンよりフェニルアラニン-4-モノオキシゲナーゼ (EC 1.14.16.1) と補酵素テトラヒドロビオプテリン (tetrahydrobiopterin) の作用により合成されるが、これにはフェニルアラニンが豊富に存在する必要がある。フェニルアラニン-4-モノオキシゲナーゼ遺伝子の欠損は、フェニルケトン尿症の原因となっている。
EC 1.14.16.1　L-Phe + テトラヒドロビオプテリン + O2 → L-Tyr + 4a-ヒドロキシテトラヒドロビオプテリン
植物や多くの微生物はシキミ酸経路によってプレフェン酸を経て合成を行う。プレフェン酸はヒドロキシ基を残したまま酸化的脱炭酸によって p-ヒドロキシフェニルピルビン酸となる。これがさらにグルタミン酸を窒素源としたアミノ基転移を受け、チロシンが生成する。

## 代謝

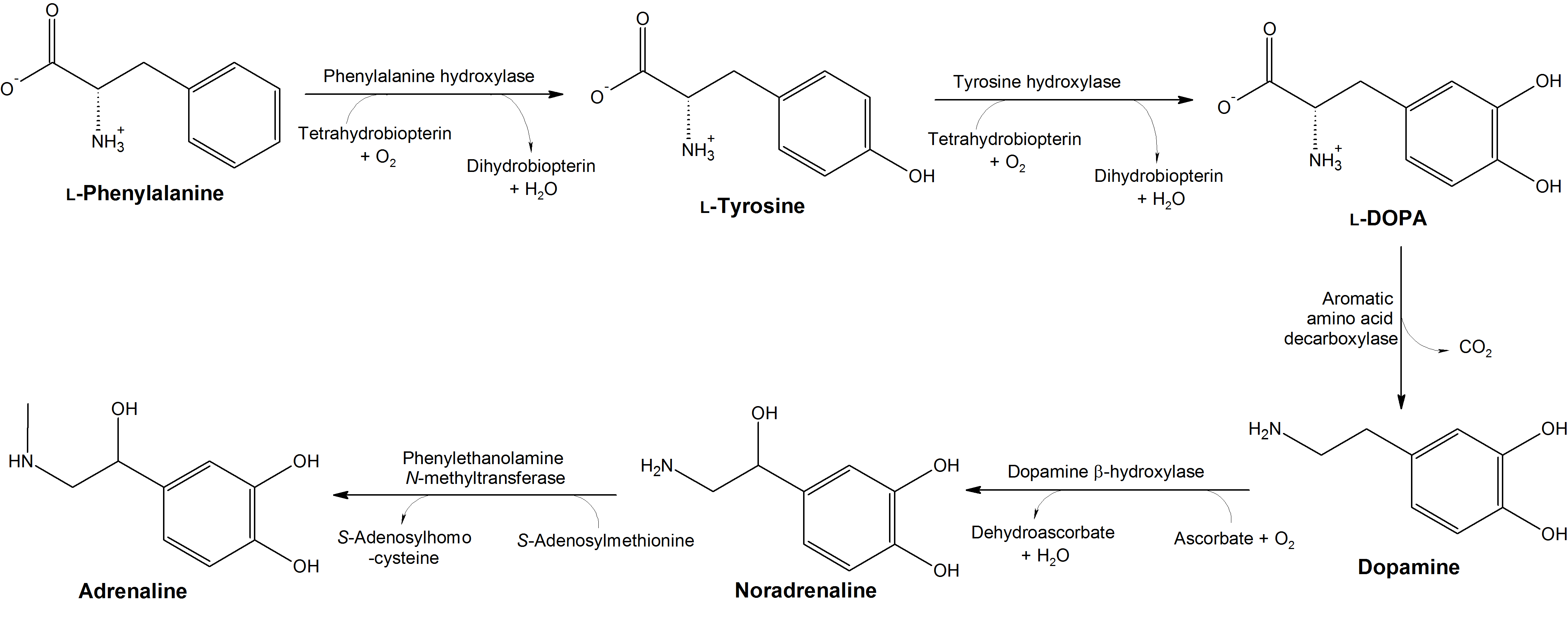
フェニルアラニンとチロシンの生物学的に重要な誘導体への変換過程

### 分解

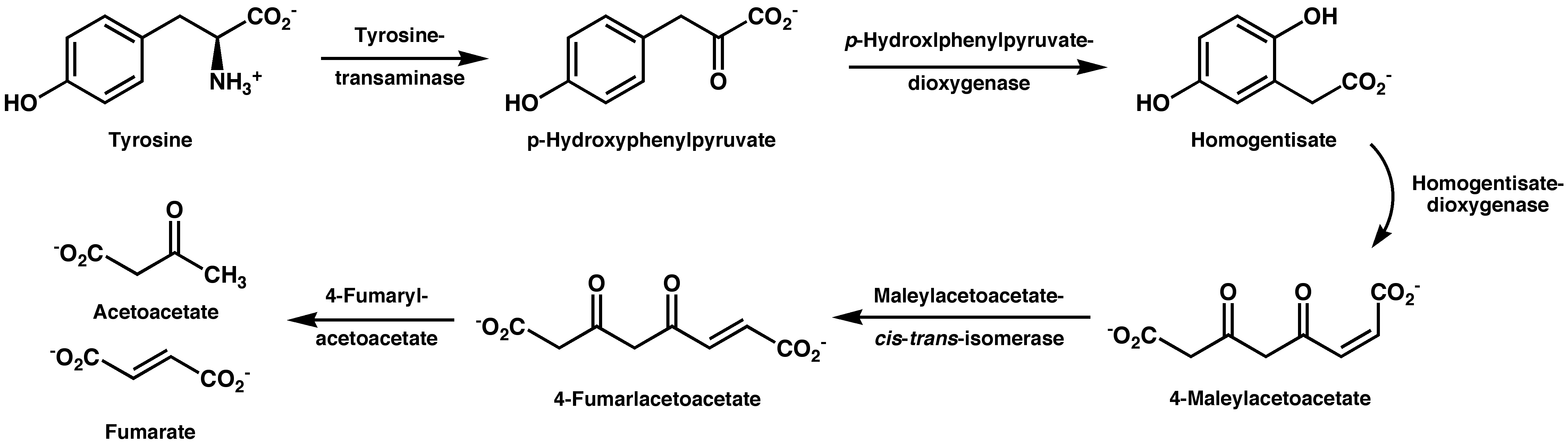
チロシンのアセト酢酸とフマル酸への分解過程。2つのジオキシゲナーゼはこの分解過程に不可欠である。最終生成物はクエン酸回路に入ることができる。

## サプリメント利用
チロシンは、大量に飲用した場合は約2時間後に血中チロシン濃度のピークに達し、7時間持続する。神経伝達物質の前駆物質であり、血漿中のノルアドレナリンやドパミンのレベルを増加させるが、気分に与える影響はほとんどない。冷水ストレスにさらしたラットの攻撃性を正常レベルにもどしたり、ヒトではストレス条件下の気分や認識作用の改善がみられた。睡眠不足状態で、覚醒3時間後の精神活動検査において持続時間が延長したという記録がある。成人におけるADHD（注意欠陥多動性障害）では、チロシン摂取により一時的に改善が見られる場合がある。チロシンには毒性がなく、有害事例の報告はない。1日に体重1kgあたり150mgを3か月間摂取しても、安全とされている。経口摂取の副作用としては吐き気、頭痛、疲労、胸焼け、関節痛など（これらは成人について。小児、妊婦についての安全性はまだ報告されていない。）。